# Andrée Servilange
Andrée Marie Gabrielle Pagny dite Andrée Servilange, née le 23 avril 1911 dans le 8e arrondissement de Paris et morte le 2 novembre 2001 à Vic-sur-Aisne (Aisne), est une actrice française.

## Biographie
De son vrai nom Andrée Marie Gabrielle Pagny, elle fut aussi créditée sous le nom de Servilange ou d'Andrée Servilanges. Elle a été mariée de 1934 à 1944 avec l'acteur et metteur en scène André Moreau.
Elle meurt le 2 novembre 2001 à Vic-sur-Aisne dans l'Aisne, et est inhumée au cimetière de Saint-Cloud dans les Hauts-de-Seine.

## Filmographie
- 1933 : Trois Balles dans la peau de Roger Lion - Monette Joly
- 1934 : Le Paquebot Tenacity de Julien Duvivier - La sœur de Ségard
- 1934 : Les Affaires publiques de Robert Bresson - La Princesse - court métrage -
- 1936 : La Belle Équipe de Julien Duvivier
- 1937 : La Femme du bout du monde / Île perdue de Jean Epstein
- 1947 : La Kermesse rouge de Paul Mesnier - Agnès Bonnardet
- 1950 : La vie est un jeu de Raymond Leboursier
- 1952 : Poil de Carotte de Paul Mesnier
- 1953 : Le Chasseur de chez Maxim's de Henri Diamant-Berger
- 1954 : Tourments de Jacques Daniel-Norman
- 1955 : Chéri-Bibi de Marcello Pagliero
- 1955 : Le Mouton à cinq pattes de Henri Verneuil
- 1956 : Bébés à gogo de Paul Mesnier - "Mademoiselle" Geneviève
- 1957 : Une nuit aux Baléares de Paul Mesnier - Nelly Burma
- 1958 : Les Tricheurs de Marcel Carné
- 1960 : Le Septième Jour de Saint-Malo de Paul Mesnier - Mme Picard
- 1964 : Cargo pour la Réunion de Paul Mesnier
- 1967 : Les Compagnons de la marguerite de Jean-Pierre Mocky - Mme Henriot, la bibliothécaire
- 1967 : Salle n° 8 de Robert Guez et Jean Dewever - Une passante (ép. 60)
- 1970 : L'Étalon de Jean-Pierre Mocky - Une invitée de Lacassagne

## Théâtre
- 1933 : Cette nuit-là... de Lajos Zilahy, mise en scène Lucien Rozenberg, Théâtre de la Madeleine
- 1934 : La Machine infernale de Jean Cocteau, mise en scène Louis Jouvet, Comédie des Champs-Élysées
- 1935 : Supplément au voyage de Cook de Jean Giraudoux, mise en scène Louis Jouvet, Théâtre de l'Athénée
- 1935 : La guerre de Troie n'aura pas lieu de Jean Giraudoux, mise en scène Louis Jouvet, Théâtre de l'Athénée
- 1937 : Le Château de cartes de Steve Passeur, mise en scène Louis Jouvet, Théâtre de l'Athénée
- 1937 : Sixième Étage d'Alfred Gehri, mise en scène André Moreau, Théâtre des Arts